# Élodie Yung
Pour les articles homonymes, voir Yung.
Élodie Yung est une actrice française, née le 22 février 1981 à Paris.
Elle est révélée, dans un premier temps, par la télévision française, dans la série Les Bleus, premiers pas dans la police. Au cinéma, elle apparaît dans Banlieue 13 : Ultimatum, puis entame une carrière internationale, essentiellement dans le registre de l'action, avec des films comme G.I. Joe : Conspiration, Gods of Egypt et Hitman and Bodyguard. Elle rejoint ensuite l'univers cinématographique Marvel en tenant le rôle d'Elektra dans les séries télévisées Daredevil et The Defenders.

## Biographie

### Enfance et formation
Élodie Yung est née d'une mère française et d'un père français d'origine cambodgienne. Elle pratique le karaté depuis l'âge de 9 ans. Elle possède une maîtrise de droit obtenue à la Sorbonne.
Elle décide de changer d'orientation et part en Angleterre pour étudier à la London Academy of Music and Dramatic Art. Elle était aussi l'élève de Robert Cordier.

### Carrière

#### Débuts et révélation télévisuelle française
Tout juste diplômée, Élodie Yung obtient son premier rôle, en 2002, lorsqu'elle intègre la distribution de la série télévisée La Vie devant nous. Ce programme, diffusé sur TF1, suit le quotidien de lycéens face à l'apprentissage de la vie. Elle incarne Jade pendant 30 épisodes.
En 2004, forte de ses dix années de pratique du karaté, elle décroche son premier rôle, au cinéma, dans la comédie d'action Les Fils du vent, première réalisation de Julien Seri. Pour ce rôle, elle travaille aux côtés des Yamakasi et elle incarne Tsu, la sœur d'un chef de gang chinois. Cette performance physique est remarquée et lui ouvre de nouvelles portes.
En 2005, elle retourne à la télévision pour Mademoiselle Joubert avec Laurence Boccolini. Elle interprète une pétillante institutrice pour 3 épisodes avant d'intégrer la distribution récurrente de la minisérie policière Sécurité intérieure, diffusée sur Canal+.
En 2006, elle joue dans la série télévisée française Les Bleus, premiers pas dans la police dans le rôle de Laura Maurier, apprentie policière, fille du commissaire Daniel Santamaria, incarné par Patrick Catalifo. La série, diffusée sur la chaîne M6, suit le parcours de jeunes recrues des forces de police. La qualité du show est saluée par la profession, elle reçoit le Grand Prix des séries lors du Festival du film de télévision de Luchon 2006. C'est aussi un succès d'audiences et elle est prolongée jusqu’à la quatrième saison. Sa prestation remarquée, elle est nommée lors de la troisième édition des Trophées jeunes talents dans la catégorie Meilleure jeune actrice dans une série télévisée.
Parallèlement, elle poursuit sa carrière au cinéma. Elle rejoint la distribution de la comédie Fragile(s) avec François Berléand et Marie Gillain. Elle décroche ensuite un rôle secondaire dans la comédie Home Sweet Home avec Patrick Chesnais, Judith Godrèche et Daniel Prévost.
En 2009, Élodie Yung tient le premier rôle féminin du film d'action Banlieue 13 : Ultimatum. Il s'agit de la suite de Banlieue 13, sorti en 2004. Cette suite réitéra ce succès,. Cette même année, elle apparaît dans le téléfilm Little Wenzhou de Sarah Levy, sacré "Prix de la découverte" lors du 10e Festival de la Fiction TV de la Rochelle.
En 2010, la série policière Les Bleus est arrêtée. Elle apparaît uniquement, cette année-là, dans un court métrage dramatique intitulé Let Her.

#### Percée hollywoodienne

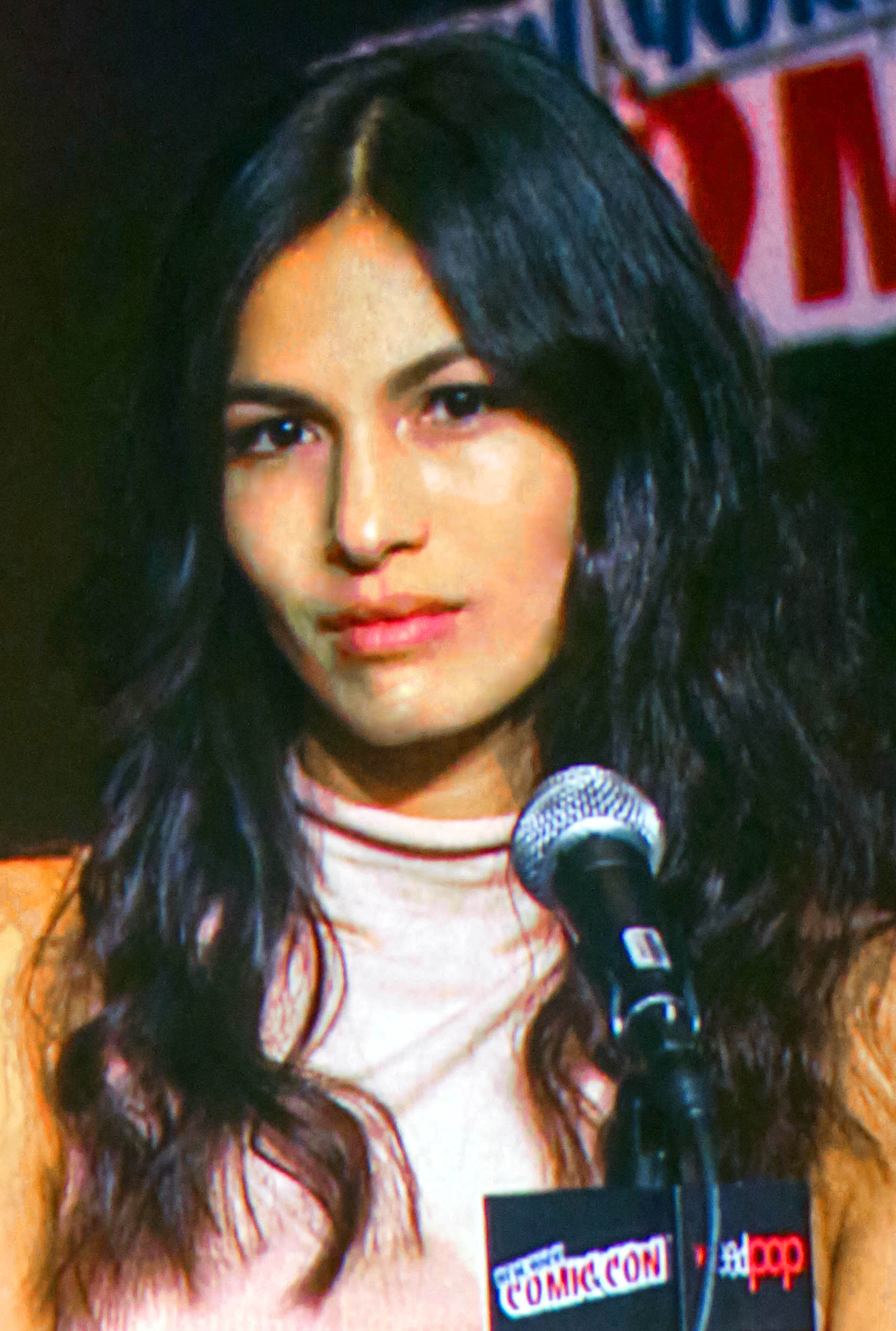
Lors de la convention de fans, New York Comic-Con, en 2015.

En 2011, elle incarne le premier rôle de la comédie d'action Opération Casablanca qui divise la critique.
En 2012, elle est repérée par David Fincher, qui la fait jouer dans Millenium. Elle partage l'affiche avec Daniel Craig et Rooney Mara. Cette œuvre remporte l'Oscar du meilleur montage lors de la 84e cérémonie des Oscars. C'est aussi un franc succès côté spectateurs puisqu'au box office, le film est largement rentabilisé et fait plus de 230 millions de dollars de recettes.
Elle poursuit sa carrière internationale et joue le rôle de Jinx, une samouraï dans le film G.I. Joe : Conspiration, suite à G.I. Joe : Le Réveil du Cobra, aux côtés notamment de Bruce Willis et Dwayne Johnson. Il sort finalement en mars 2013 et a reçu des critiques majoritairement négatives.
Entre 2013 et 2014, on la retrouve à l'affiche du thriller Still avec Aidan Gillen, applaudi par la critique et la profession. Elle rejoint ensuite la distribution de la comédie romantique 10 Things I Hate About Life avec Evan Rachel Wood et Thomas McDonell et participe au court-métrage d'action Believe dans lequel elle joue la femme du personnage incarné par Michael Stahl-David.

Concernant sa position aux États-Unis d'actrice étrangère appartenant à une minorité ethnique, elle déclare : 

« Je ne suis classée dans aucune catégorie. Je suis Eurasienne et je suis confrontée à des remarques qui me disent : "Tu n'es pas assez asiatique" ou "Tu n'es pas assez blanche". Cela a été un frein dans ma carrière. Mais l'avantage, aux États-Unis, c'est que pour eux, je suis française. J'ai un accent intéressant. Ils ont un regard différent sur moi. »

En juillet 2015, il est annoncé qu'elle tiendra le rôle d'Elektra dans la série télévisée américaine Daredevil produite par Marvel Television et diffusée sur Netflix. Son personnage est un assassin qui a une attitude ambivalente face au héros incarné par Charlie Cox. Cette même année, elle rejoint la distribution du film de science fiction Narcopolis.
En 2016, elle joue dans le blockbuster hollywoodien Gods of Egypt d'Alex Proyas. Elle y incarne Hathor, déesse de l'amour, aux côtés de Gerard Butler et Nikolaj Coster-Waldau, qui est un échec commercial et critique,.
Elle était également pressentie pour incarner Wonder Woman dans le blockbuster Batman v Superman : L'Aube de la justice, mais le rôle est finalement attribué à l'actrice israélienne Gal Gadot.
Elle joue également dans un épisode de la série télévisée américaine Of Kings and Prophets, diffusée sur le réseau ABC, mais annulée prématurément.
En 2017, elle reprend son rôle d'Elektra dans la série The Defenders. La décision de réengager l'actrice provient des scénaristes, séduits par l'interprétation de l'actrice. Élodie Yung déclare par la suite avoir adoré tourner quelques scènes aux côtés de Sigourney Weaver.
Au cinéma, elle rejoint la distribution de la comédie d'action Hitman and Bodyguard, composée notamment de Ryan Reynolds, Salma Hayek, Samuel L. Jackson et Gary Oldman. Cette production reçoit un accueil critique mitigé mais rencontre le succès au box office. Elle prête également  sa voix à l'un des personnages principaux du jeu vidéo Call of Duty: WWII,.
En 2020, elle incarne la reine Catherine dans une production Disney, Société secrète de la royauté, disponible sur la plateforme de streaming Disney+,.

### Inspirations
Élodie Yung cite parmi ses inspirations les actrices françaises Isabelle Huppert et Juliette Binoche, qui ont également connu une carrière à l'international.

### Vie privée
Elle a été en couple pendant 14 ans avec l'économiste et essayiste Thomas Porcher,,. Elle est aujourd'hui[Quand ?] en couple avec l'acteur anglais Jonathan Howard (en), avec lequel elle a une fille née en 2018.

## Filmographie

### Cinéma

#### Courts métrages
- 2010 : Let Her de Paul Mignot
- 2014 : Believe de Paul Mignot : La femme de Murray

#### Longs métrages
- 2004 : Les Fils du vent de Julien Seri : Tsu
- 2007 : Fragile(s) de Martin Valente : Isa
- 2008 : Home Sweet Home de Didier Le Pêcheur : Marie Jo, la maitresse de l'ex de Claire
- 2009 : Banlieue 13 : Ultimatum de Patrick Alessandrin : Tao
- 2011 : Opération Casablanca de Laurent Nègre: Isako
- 2012 : Millénium : Les Hommes qui n'aimaient pas les femmes (The Girl with the Dragon Tattoo) de David Fincher : Miriam Wu
- 2013 : G.I. Joe : Conspiration de Jon Chu : Jinx
- 2013 : Still de Simon Blake : Christina
- 2014 : 10 Things I Hate About Life de Gil Junger
- 2015 : Narcopolis de Justin Trefgarne : Eva Gray
- 2016 : Gods of Egypt d'Alex Proyas : Hathor
- 2017 : Hitman & Bodyguard (The Hitman's Bodyguard) de Patrick Hugues : Amelia Roussel
- 2020 : Société Secrète de la Royauté d'Anna Mastro : la Reine Catherine

### Télévision

#### Séries télévisées
- 2002 - 2003 : La Vie devant nous : Jade Perrin (30 épisodes)
- 2007 : Sécurité intérieure : Joséphine (mini-série, 3 épisodes)
- 2005 - 2007 : Mademoiselle Joubert : Fanny Ledoin (3 épisodes)
- 2006 - 2010 : Les Bleus, premiers pas dans la police : Laura Maurier (29 épisodes)
- 2016 : Of Kings and Prophets : Rizpah (1 épisode[29])
- 2016 : Daredevil : Elektra Natchios (10 épisodes)
- 2017 : The Defenders : Elektra Natchios (8 épisodes)
- 2021 et 2022 : Love, Death and Robots : Alice et Chantre (animation, voix)
- depuis 2021 : The Cleaning Lady :  Thony De La Rosa (rôle principal)

#### Téléfilms
- 2009 : Little Wenzhou de Sarah Levy : Su

### Jeux vidéo
- 2017 : Call of Duty : WWII : Olivia Durant (capture de mouvement et voix)

## Distinctions

### Nominations
- Trophées Jeunes Talents 2008 : Meilleure jeune comédienne dans une série télévisée pour Les Bleus, premiers pas dans la police[3]